# Kreuzsattel
Kreuzsattel är ett bergspass i Österrike.   Det ligger i distriktet Leoben och förbundslandet Steiermark, i den östra delen av landet, 140 km sydväst om huvudstaden Wien. Kreuzsattel ligger 1 513 meter över havet.
Terrängen runt Kreuzsattel är huvudsakligen kuperad, men västerut är den bergig. Kreuzsattel ligger uppe på en höjd. Närmaste större samhälle är Leoben, 14,1 km norr om Kreuzsattel. 
I omgivningarna runt Kreuzsattel växer i huvudsak blandskog. Runt Kreuzsattel är det ganska tätbefolkat, med 78 invånare per kvadratkilometer.